# Physometopon vesicularis
Physometopon vesicularis är en tvåvingeart som beskrevs av Lindner 1966. Physometopon vesicularis ingår i släktet Physometopon och familjen vapenflugor.
Artens utbredningsområde är Madagaskar. Inga underarter finns listade i Catalogue of Life.